# Betty Rosenquest
Betty Rosenquest Pratt (* 15. April 1925; † 31. Januar 2016 in Winter Park) war eine US-amerikanische Tennisspielerin, die zwischen den 1940er und 1960er Jahren aktiv war.

## Karriere
Pratt spielte für die Tennismannschaft des Rollins Colleges in Florida, wo sie bis 1947 Englisch und Psychologie studierte.
Im Jahr 1947 konnte sie das Turnier in Cincinnati gewinnen, ihre Finalgegnerin war Betty Hulbert James.
Bei den Wimbledon Championships verlor  Rosenquest im Jahr 1951 mit ihrer Partnerin Barbara Davidson das Halbfinale im Doppelwettbewerb. Im Einzel war ebenfalls das Erreichen des Halbfinals im Jahr 1954 ihr bestes Ergebnis, hier unterlag sie der späteren Turniersiegerin Maureen Connolly. Bei den U.S. National Championships 1956, die später in US Open umbenannt wurden, musste sie sich im Halbfinale Althea Gibson geschlagen geben. Im Doppel erreichte sie ihr bestes Grand-Slam-Ergebnis mit ihrer Partnerin Shirley Fry, mit der sie im Finale gegen die Titelverteidigerinnen Louise Brough und Margaret Osborne duPont verlor.
Sie war sowohl bei der Fed-Cup-Mannschaft der Vereinigten Staaten als auch beim Wightman-Cup-Team der Vereinigten Staaten Teamchefin.
Sie trat in der Karibik auch als Jamaikanerin an.
Sie nahm bis in ihre 70er Lebensjahre an Seniorenturnieren teil. Sie war 1977 Gründungsmitglied der Rollins College Sports Hall of Fame, 1979 in die Florida Tennis Association Hall of Fame und 1998 in die Eastern Tennis Association Hall of Fame aufgenommen.

## Finalteilnahmen bei Grand-Slam-Turnieren

### Doppel
| Nr. | Datum             | Turnier                     | Belag | Partnerin   | Finalgegnerinnen                      | Ergebnis |
| --- | ----------------- | --------------------------- | ----- | ----------- | ------------------------------------- | -------- |
| 1.  | 9. September 1956 | U.S. National Championships | Rasen | Shirley Fry | Louise Brough Margaret Osborne duPont | 3:6, 0:6 |